# ザ・ベストヒット'83
『ザ・ベストヒット'83』（ザ・ベストヒット エイティースリー）は、1983年5月10日から同年9月27日までテレビ朝日系列局ほかで放送されていたテレビ朝日製作の音楽番組である。放送時間は毎週火曜 21:00 - 21:54 （日本標準時）。

## 概要
毎週20位から1位までにランクインした曲をカウントダウンしていたランキング番組で（後に30位から1位までに変更）、毎回様々なアーティストたちが出演。
オーケストラ・フルバンドの生演奏で豪華な演出で指揮は小野寺忠和が担当した。
基本的には赤坂プリンスホテルの大宴会場「クリスタルパレス」からの生放送だったが、ごく稀に同会場が使用できない場合があり、その際には新高輪プリンスホテルにある同規模の大宴会場「飛天」を使って行われていた。
1983年8月9日 20:00 - 21:48 （日本標準時）には2時間スペシャルが放送された。
当番組終了後、テレビ朝日では1986年に『ミュージックステーション』（『Mステ』）が開始するまでの3年間、音楽番組がゴールデンタイムから消えることとなる。なお、『Mステ』の特番で昭和の楽曲を扱う際に、本番組の映像が資料映像として流用されることもある。

## 出演者
- 司会
  - 小林克也[2]
  - ビートたけし[2]
  - 浅野裕子[2]

## ネット局について
本番組は、当時日本テレビ系列とのクロスネット局だったテレビ信州（同局は当時NNS非加盟）と山形放送と山口放送（いずれもNNSにも加盟）でも放送されていた。
一方で、ANNに加盟していても本番組を放送しない局がいくつかあった。当時日本テレビ系列とのクロスネット局（以下の局はNNN・NNSとも加盟）だった青森放送は、同時間帯に『西部警察 PART-III』の遅れネットを放送していたために未放送だった。また、当時フジテレビ系列（FNN・FNS）とのクロスネット局だった秋田テレビと新潟総合テレビとテレビ熊本、日本テレビ系列およびフジテレビ系列との3系列クロスネット局のテレビ宮崎（NNNには加盟しているがNNSには非加盟）は、同時間帯に『なるほど!ザ・ワールド』を放送していた。また、当時テレビ宮崎と同じく3系列クロスネット局だったテレビ大分は、青森放送と同じく『西部警察 PART-III』の遅れネットを放送されていたため本番組は放送しなかった。ただし、新潟総合テレビがある新潟県では、同年10月に開局した新潟テレビ21が開局前のサービス放送で最終回のみを放送した。